# Chemnitz-Morgenleite
Der Stadtteil Morgenleite liegt im Süden von Chemnitz. Er wird vom Norden aus im Uhrzeigersinn von Helbersdorf, Markersdorf, Hutholz und Stelzendorf begrenzt. Ursprünglich gehörten Morgenleite und Hutholz zur Markersdorfer Flur, somit reichte Markersdorf über die Stollberger Straße hinaus bis zum Stadtteil Stelzendorf und zur Gemeinde Neukirchen. Morgenleite wurde als noch zu Markersdorf zugehörig am 1. Juli 1919 nach Chemnitz eingemeindet.

## Geschichte
Die Stadt Chemnitz beschloss in den Jahren 1992/93 eine Neugliederung der Stadtteile, so entstanden im westlichen Teil Markersdorfs die Stadtteile Morgenleite (benannt nach der in den 1920er Jahren entstandenen „Morgenleite“-Siedlung an der Stollberger Straße) und Hutholz (nach dem angrenzenden Waldstück in der Gemeinde Neukirchen). Während Morgenleite die Baugebiete V und VI des vormaligen „Fritz-Heckert-Gebietes“ und den westlichen Teil des alten Dorfkerns von Markersdorf einschließt, befindet sich in Hutholz das gesamte Baugebiet VIII.
In Morgenleite befindet sich die sog. „Grüne Mitte“ des „Heckertgebietes“ mit dem Einkaufszentrum „Vita-Center“ an der Wladimir-Sagorski-Straße.

## Verkehr
Die Linie 4 der Straßenbahn Chemnitz fährt von Hutholz über Morgenleite an der Stollberger Straße ins Stadtzentrum. Die B 169 trennt Hutholz und Morgenleite von Stelzendorf.